# Kan du slå en pensionär?
Kan du slå en pensionär? är en realityserie producerad av Jarowskij, som visas i SVT, där deltagarna tränas av coacher i pensionsålder.
Coacherna är Sydney Onayemi, Gudrun Kasthed, Kerstin Backman, Torbjörn Hogenschild och Lisbeth Zachrisson.
Säsong 1 sändes hösten 2012 och säsong 2 hösten 2013.